# Pogrzeb (album)
Pogrzeb – album studyjny rapera Miuosha wydany w 2009 roku.
Jest on utrzymany w mrocznym klimacie, znajdują się na nim teksty często poruszające problemy społeczne, przez co został pozytywnie przyjęty przez publikę. Jest to album dwupłytowy, na drugiej płycie znajdują się remiksy części piosenek przygotowane przez kilku, różnych producentów. Teledyskiem promującym płytę jest klip do utworu „Zły”.

## Lista utworów
Opracowano na podstawie materiału źródłowego
1. „Intro”
2. „Pogrzeb” (gościnnie: Pih)
3. „List do B”
4. „Znam swe miejsce” (gościnnie: Siwydym)
5. „Sado” (gościnnie: Textyl)
6. „Zły”
7. „Szczekaj”
8. „Mówią na mnie”
9. „Postęp” (gościnnie: Bas Tajpan)
10. „Daleko” (gościnnie: Bob One)
11. „Barwy szczęścia”
12. „Skazani” (gościnnie: Zeus)
13. „Nie mów mi...”
14. „Kolos” (gościnnie: Puq)
15. „Tylko ból”

| Bonus CD 2 |
| --- |
| 1. „Pogrzeb” gościnnie: Pih (Sherlock RMX) 2. „Szczekaj” gościnnie: Bob One (Grrracz RMX) 3. „Barwy szczęścia” (UBbeatz RMX) 4. „Szczekaj” gościnnie: Smagalaz, Bob One (UBbeatz RMX) 5. „Kolos” gościnnie: Puq (Gft RMX) 6. „Pogrzeb” (Luca RMX) 7. „Szczekaj” (Gft RMX) 8. „Znam swe miejsce” gościnnie: Siwydym (Bob One RMX) |